# First Time (singel Kygo i Ellie Goulding)
First Time – drugi singel norweskiego DJ-a Kygo i brytyjskiej piosenkarki Ellie Goulding z jego minialbum, zatytułowanego Stargazing. Singel został wydany 28 kwietnia 2017. Twórcami tekstu utworu są Fanny Hultman, Ellie Goulding, Jenson Vaugn i Sara Hjellström, natomiast jego produkcją zajęli się Kygo oraz Hitimpulse.
„First Time” jest utrzymany w stylu muzyki EDM i tropical house. Utwór był notowany na 3. miejscu na liście najlepiej sprzedających się singli w Norwegii oraz 34. pozycji listy najlepiej sprzedających się singli w Wielkiej Brytanii.

## Lista utworów
- Digital download[1]

1. „First Time” – 3:13

- Digital download – Remixes[2]

1. „First Time” (R3hab Remix) – 2:35
2. „First Time” (Gryffin Remix) – 2:53

## Personel
Opracowano na podstawie materiału źródłowego.

- Kygo – kompozytor, producent
- Ellie Goulding – autor tekstu, wokal
- Jeremy Chacon – kompozytor
- Jonas Kalisch – kompozytor
- Alexsej Vlasenko – kompozytor
- Henrik Meinke – kompozytor
- Fanny Hultman – autor tekstu
- Jenson Vaugn – autor tekstu
- Sara Hjellström – autor tekstu
- Hitimpulse – producent
- Serban Ghenea – inżynier miksowania
- Randy Merrill – inżynier masteringu
- John Hanes – inżynier
- Joe Kearns – producent wokalu

## Notowania i certyfikaty
| Lista (2017–18)                      | Najwyższa pozycja |
| ------------------------------------ | ----------------- |
| Australia (Top 50 Singles)           | 29                |
| Austria (Ö3 Austria Top 40)          | 23                |
| Czechy (Rádio – Top 100)             | 8                 |
| Czechy (Singles Digitál – Top 100)   | 13                |
| Dania (Track Top-40)                 | 18                |
| Finlandia (Top 20 Singles)           | 13                |
| Francja (Top 200 Singles)            | 79                |
| Hiszpania (Top 100 Singles)          | 60                |
| Holandia (Single Top 100)            | 22                |
| Irlandia (Top 100 Singles)           | 21                |
| Kanada (Billboard Canadian Hot 100)  | 26                |
| Niemcy (Top 100 Singles)             | 28                |
| Norwegia (Top 40 Singles)            | 3                 |
| Nowa Zelandia (Top 40 Singles)       | 32                |
| Portugalia (Top 100 Singles)         | 30                |
| Słowacja (Rádio – Top 100)           | 60                |
| Słowacja (Singles Digitál – Top 100) | 13                |
| Stany Zjednoczone (Hot 100)          | 67                |
| Szwajcaria (Singles Top 100)         | 14                |
| Szwecja (Top 100 Singles)            | 6                 |
| Węgry (Single (track) Top 40 lista)  | 36                |
| Wielka Brytania (Singles Top 200)    | 34                |
| Włochy (Top 100 Singles)             | 41                |

| Lista (2017)                               | Najwyższa pozycja |
| ------------------------------------------ | ----------------- |
| Stany Zjednoczone (Dance/Electronic Songs) | 26                |
| Szwecja (Top 100 Singles)                  | 44                |

| Kraj                         | Certyfikat         |
| ---------------------------- | ------------------ |
| Australia (ARIA)             | platynowa płyta    |
| Austria (IFPI Austria)       | złota płyta        |
| Dania (IFPI Dania)           | złota płyta        |
| Francja (SNEP)               | złota płyta        |
| Kanada (Music Canada)        | 2× platynowa płyta |
| Polska (ZPAV                 | złota płyta        |
| Stany Zjednoczone (RIAA)     | złota płyta        |
| Szwajcaria (IFPI Szwajcaria) | złota płyta        |
| Wielka Brytania (BPI)        | złota płyta        |
| Włochy (FIMI)                | platynowa płyta    |

## Historia wydania
| Region | Data             | Format           | Wersja   | Wytwórnia   | Źródło |
| ------ | ---------------- | ---------------- | -------- | ----------- | ------ |
| Świat  | 28 kwietnia 2017 | Digital download | Original | Sony, Ultra | [ 1 ]  |
| Świat  | 30 czerwca 2017  | Digital download | Remixes  | Sony, Ultra | [ 2 ]  |